# Горки (Юрьев-Польский район)
Горки — село в Юрьев-Польском районе Владимирской области России, входит в состав Красносельского сельского поселения.

## География
Село расположено на берегу речки Кисть в 20 км на северо-запад от райцентра города Юрьев-Польский.

## История
В XVII столетии Горки принадлежали Семену Ивановичу Обухову и Афанасию и Никите Игнатьевым. Церковь в селе была во имя святых апостолов Петра и Павла с приделом Святителя и Чудотворца Николая и упоминалась в отказных патриарших книгах 1645-1647 годов. Деревянная Петропавловская церковь в Горках существовала до начала настоящего столетия. В 1809 году, вместо ветхой деревянной церкви, помещик Богданов на свои средства построил каменную церковь, с каменною же колокольнею. В церкви три престола: в холодной — в честь Благовещения Пресвятой Богородицы и в теплых приделах: в честь святых апостолов Петра и Павла и во имя святых бессеребренников Козьмы и Дамиана. В 1896 году приход: село и деревни: Махлино, Борисовка, Выползово, Чагино и сельцо Савельево Переславского уезда. Всех дворов в приходе 108, душ мужского пола 399, а женского пола 447 душ
В 2008-2010 в селе построена деревянная Церковь Спиридона Тримифунтского.
В конце XIX — начале XX века село являлось центром Горкинской волости Юрьевского уезда.
С 1929 года село являлось центром Горкинского сельсовета Юрьев-Польского района, с 2005 года — в составе Красносельского сельского поселения.

## Население
| 1859 | 1905 | 2002 | 2010 | 2021 |
| ---- | ---- | ---- | ---- | ---- |
| 243  | ↗252 | ↗545 | ↘491 | ↘362 |

## Инфраструктура
В селе расположены филиал № 1 МБОУ «Косинская основная общеобразовательная школа», ОГСУ «Горкинский Дом Милосердия», почтовое отделение связи, операционная касса Сбербанка РФ № 2485\09, сельхозпредприятие СПК «Рябининский»

## Достопримечательности
- Церковь Спиридона Тримифунтского (2008—2010)[3].
- Мемориал, посвящённый памяти погибших в годы Великой Отечественной войны и Герою Советского Союза Николаю Ивановичу Галибину. Включает скульптуру «Скорбящая мать»[8]

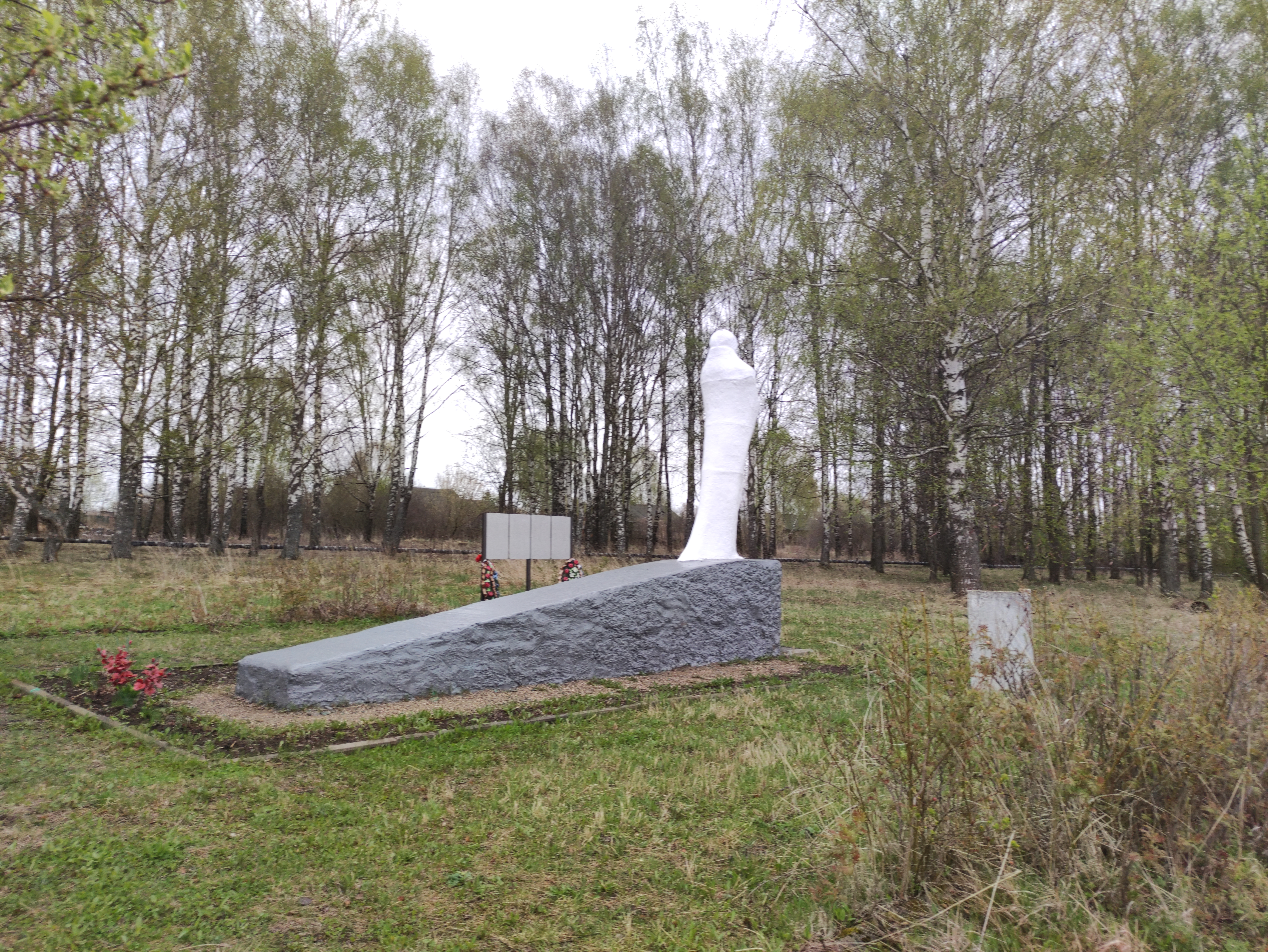
Мемориал в 2021 году